# Gouy-sous-Bellonne
Pour les articles homonymes, voir Gouy.
Gouy-sous-Bellonne est une commune française située dans le département du Pas-de-Calais, en région Hauts-de-France. Ses habitants sont appelés les Gouysiens.
La commune fait partie de la communauté de communes Osartis Marquion qui regroupe 49 communes et compte 42 651 habitants en 2021.

## Géographie

### Localisation
Localisée dans le sud-est du département du Pas-de-Calais et limitrophe du département du Nord, Gouy-sous-Bellonne est une commune située, à vol d'oiseau, à 6 km au sud de la commune de Douai (aire d'attraction) et à 20 km à l'est de la commune d’Arras (chef-lieu d'arrondissement et préfecture du Pas-de-Calais).
Le territoire de la commune est limitrophe de ceux de sept communes, dont trois, Estrées, Férin et Gœulzin, dans le département du Nord.
Les communes limitrophes sont  Bellonne, Brebières, Corbehem, Estrées, Férin, Gœulzin et Noyelles-sous-Bellonne.

### Géologie et relief
La superficie de la commune est de 5,47 km2 ; son altitude varie de 29  à   61 mètres.

### Hydrographie
Le territoire de la commune, situé dans le bassin Artois-Picardie, est traversé, dans sa partie est, par le Goeulzin, cours d'eau naturel non navigable de 2,38 km, qui prend sa source dans la commune d'Estrées et se jette dans le canal de la Sensée au niveau de la commune de Gœulzin,, et par le marais, canal, chenal non navigable de 2,12 km, qui prend sa source dans la commune et y termine sa course.

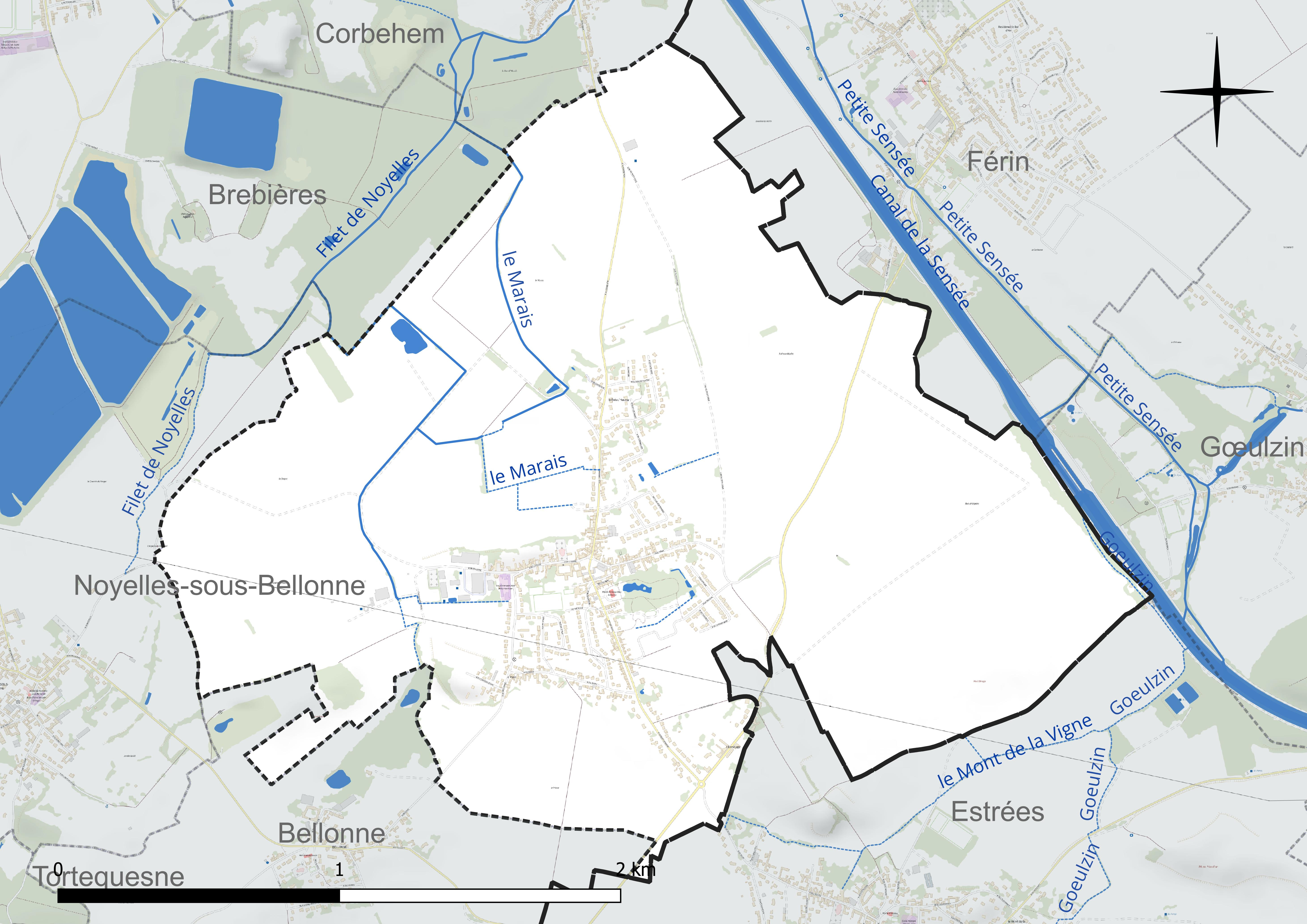
Réseau hydrographique de Gouy-sous-Bellonne.

### Climat
Pour des articles plus généraux, voir Climat des Hauts-de-France et Climat du Pas-de-Calais.
En 2010, le climat de la commune est de type climat océanique dégradé des plaines du Centre et du Nord, selon une étude du CNRS s'appuyant sur une série de données couvrant la période 1971-2000. En 2020, Météo-France publie une typologie des climats de la France métropolitaine dans laquelle la commune est exposée à un climat océanique et est dans la région climatique Nord-est du bassin Parisien, caractérisée par un ensoleillement médiocre, une pluviométrie moyenne régulièrement répartie au cours de l’année et un hiver froid (3 °C).
Pour la période 1971-2000, la température annuelle moyenne est de 10,4 °C, avec une amplitude thermique annuelle de 14,6 °C. Le cumul annuel moyen de précipitations est de 729 mm, avec 12,3 jours de précipitations en janvier et 9 jours en juillet. Pour la période 1991-2020, la température moyenne annuelle observée sur la station météorologique la plus proche, située sur la commune de Douai à 7 km à vol d'oiseau, est de 11,0 °C et le cumul annuel moyen de précipitations est de 729,2 mm,. Pour l'avenir, les paramètres climatiques de la commune estimés pour 2050 selon différents scénarios d'émission de gaz à effet de serre sont consultables sur un site dédié publié par Météo-France en novembre 2022.

### Milieux naturels et biodiversité

#### Zone naturelle d'intérêt écologique, faunistique et floristique
L’inventaire des zones naturelles d'intérêt écologique, faunistique et floristique (ZNIEFF) a pour objectif de réaliser une couverture des zones les plus intéressantes sur le plan écologique, essentiellement dans la perspective d’améliorer la connaissance du patrimoine naturel national et de fournir aux différents décideurs un outil d’aide à la prise en compte de l’environnement dans l’aménagement du territoire.
Le territoire communal comprend une ZNIEFF de type 1 : les bassins de Brebières et bois du grand marais. Cette ZNIEFF associe de vastes zones en eau (bassins de décantation) avec vasières et roselières et des végétations forestières dégradées par la plantation massive de peupliers.

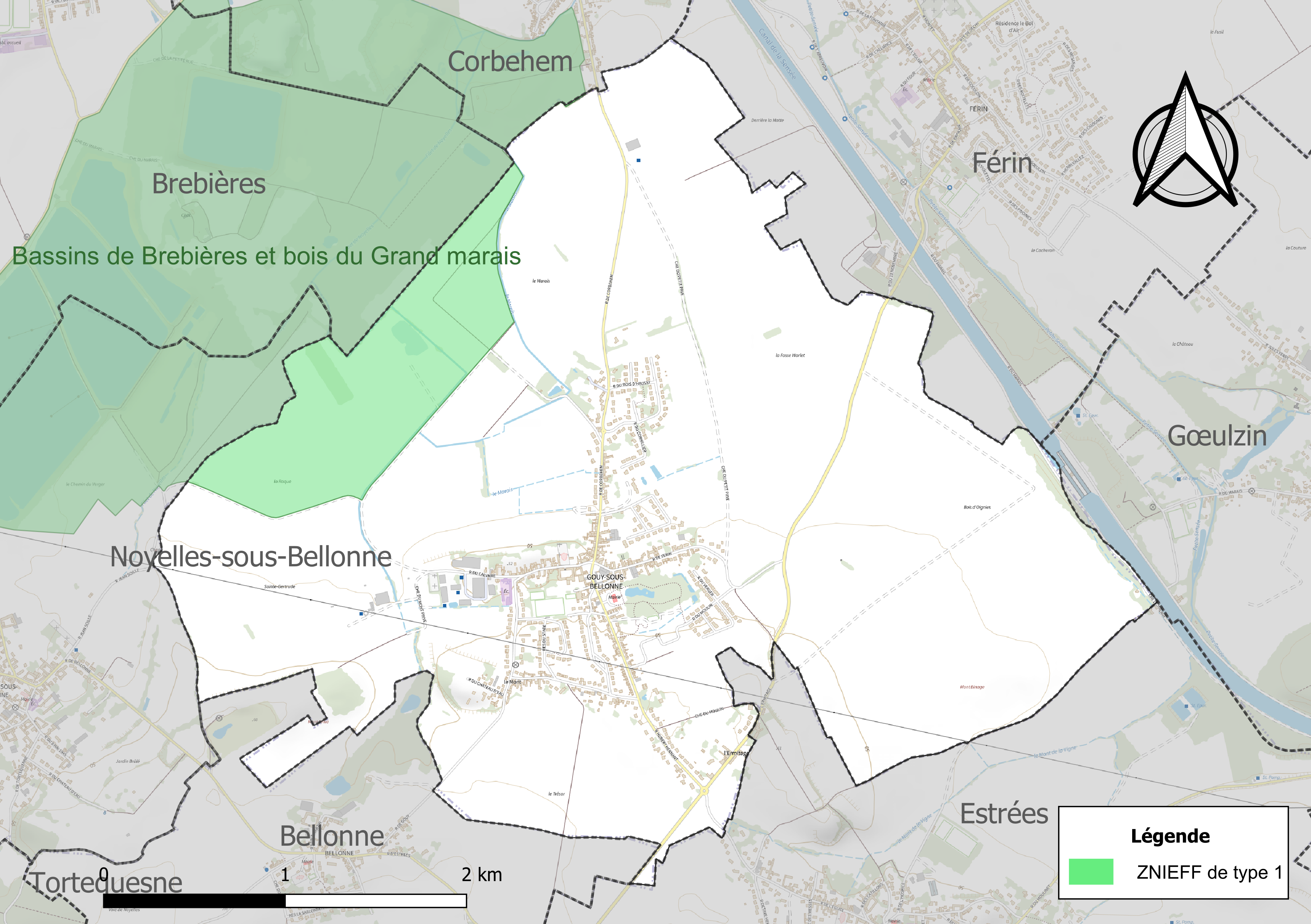
Carte de la ZNIEFF sur la commune.

#### Espèces faunistiques et floristiques
Le site de l’Inventaire national du patrimoine naturel (INPN) recense 267 espèces faunistiques et floristiques sur le territoire de la commune dont 31 protégées et 14 taxons (espèces et sous-espèces) menacées et quasi-menacées.

## Urbanisme

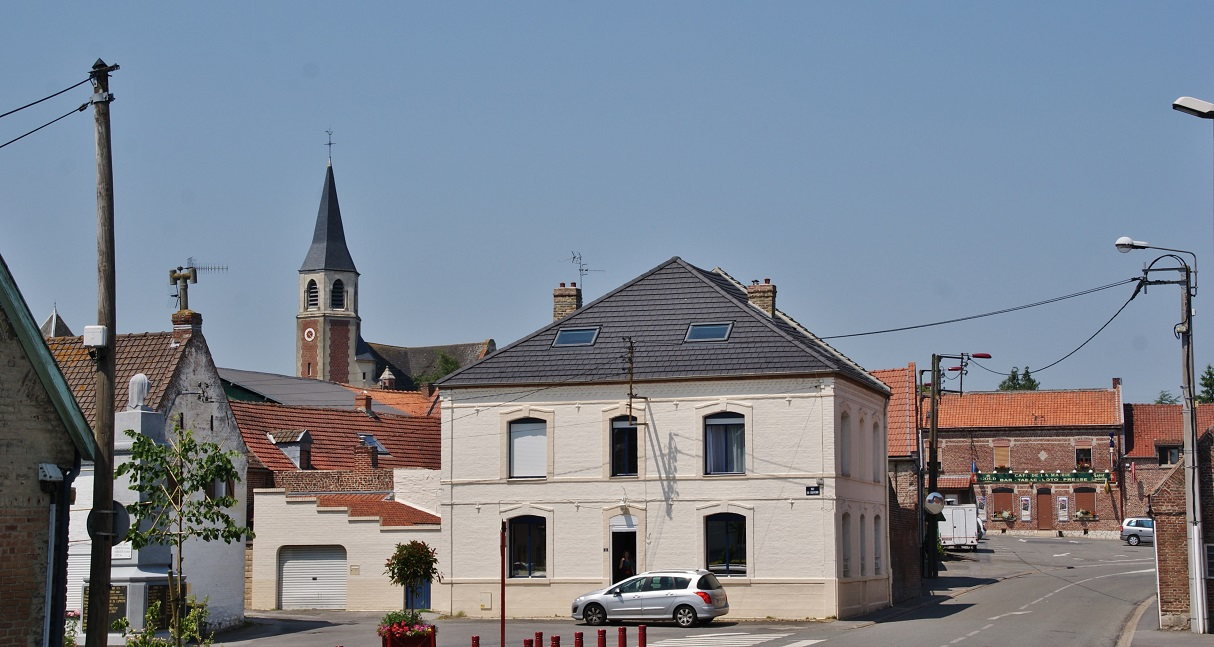
Une vue de la commune.

### Typologie
Au 1er janvier 2024, Gouy-sous-Bellonne est catégorisée ceinture urbaine, selon la nouvelle grille communale de densité à sept niveaux définie par l'Insee en 2022.
Elle appartient à l'unité urbaine de Gouy-sous-Bellonne, une agglomération inter-départementale regroupant deux  communes, dont elle est ville-centre,,. Par ailleurs la commune fait partie de l'aire d'attraction de Douai, dont elle est une commune de la couronne,. Cette aire, qui regroupe 61 communes, est catégorisée dans les aires de 50 000 à moins de 200 000 habitants,.

### Occupation des sols
L'occupation des sols de la commune, telle qu'elle ressort de la base de données européenne d’occupation biophysique des sols Corine Land Cover (CLC), est marquée par l'importance des territoires agricoles (86,2 % en 2018), en diminution par rapport à 1990 (88,4 %). La répartition détaillée en 2018 est la suivante : 
terres arables (85,8 %), zones urbanisées (13,5 %), zones agricoles hétérogènes (0,5 %), forêts (0,2 %). L'évolution de l’occupation des sols de la commune et de ses infrastructures peut être observée sur les différentes représentations cartographiques du territoire : la carte de Cassini (XVIIIe siècle), la carte d'état-major (1820-1866) et les cartes ou photos aériennes de l'IGN pour la période actuelle (1950 à aujourd'hui).

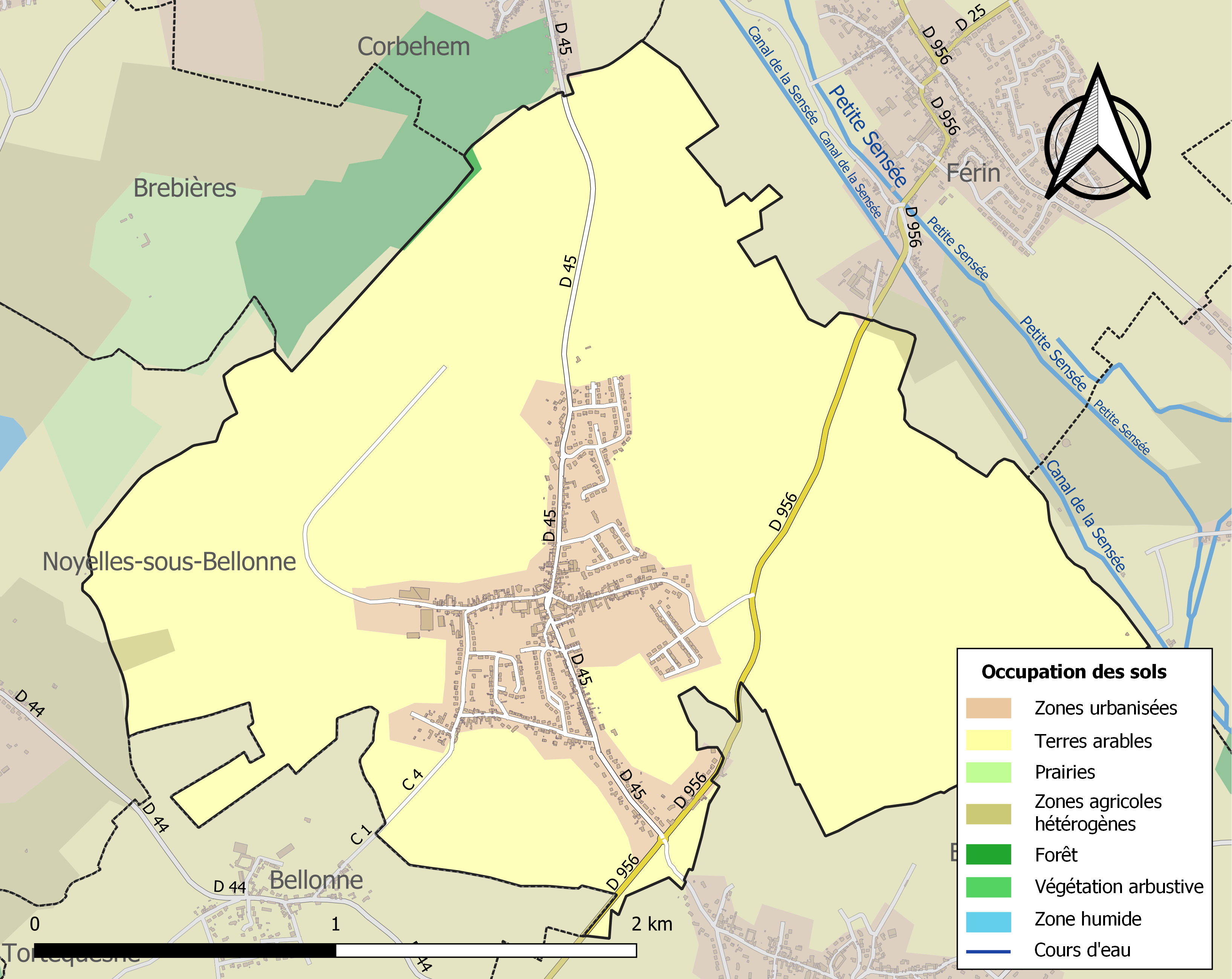
Carte des infrastructures et de l'occupation des sols de la commune en 2018 (CLC).

### Voies de communication et transports

#### Voies de communication
La commune est desservie par les routes départementales D 45 et D 956.

#### Transport ferroviaire
La commune se trouve à 4 km au sud de la gare de Corbehem, située sur la ligne de Paris-Nord à Lille, desservie par des trains régionaux du réseau TER Hauts-de-France.

## Toponymie
Le nom de la localité est attesté sous les formes In pago Ostrebanno Gaugiacum en 877 ; Goyacum en 1102 ; Goi en 1122 ; Goy-d’alès-Belonne au XIIIe siècle ; Gouy-en-Ostrevant en 1613; Gouy sous Bellonne en 1793 et Gouy-sous-Bellonne depuis 1801
Gouy est à proximité de Bellonne.

## Histoire

### Première Guerre mondiale
La commune est décorée de la croix de guerre 1914-1918 par décret du 23 septembre 1920, distinction également attribuée à 276 autres communes du Pas-de-Calais.

## Politique et administration

### Découpage territorial
La commune se trouve dans l'arrondissement d'Arras du département du Pas-de-Calais, depuis 1801.

#### Commune et intercommunalités
La commune est membre de la communauté de communes Osartis Marquion.

#### Circonscriptions administratives
La commune est rattachée au canton de Brebières. Avant le redécoupage cantonal de 2014, elle était, depuis 1801, rattachée au canton de Vitry-en-Artois.

#### Circonscriptions électorales
Pour l'élection des députés, la commune fait partie de la première circonscription du Pas-de-Calais.

### Élections municipales et communautaires

#### Liste des maires
| Identité                            | Période   | Période   | Durée            | Étiquette        |
| Identité                            | Début     | Fin       | Durée            | Étiquette        |
| ----------------------------------- | --------- | --------- | ---------------- | ---------------- |
| Louis Mercier (d)                   | 1967      | mars 2008 | 41 ans           | Parti socialiste |
| Jean-Marie Hermant (d) (né en 1947) | mars 2008 | En cours  | 17 ans et 3 mois | divers droite    |

## Équipements et services publics

### Espaces publics
La commune est labellisée « 2 fleurs » au concours des villes et villages fleuris.

### Enseignement
La commune est située dans l'académie de Lille et dépend, pour les vacances scolaires, de la zone B.
Elle administre l'école primaire.

### Justice, sécurité, secours et défense
La commune dépend du tribunal judiciaire d'Arras, du conseil de prud'hommes d'Arras, de la cour d'appel de Douai, du tribunal de commerce d'Arras, du tribunal administratif de Lille, de la cour administrative d'appel de Douai, du pôle nationalité du tribunal judiciaire d’Arras et du tribunal pour enfants d'Arras.

## Population et société

### Démographie
Les habitants de la commune sont appelés les Gouysiens.

#### Évolution démographique
L'évolution du nombre d'habitants est connue à travers les recensements de la population effectués dans la commune depuis 1793. Pour les communes de moins de 10 000 habitants, une enquête de recensement portant sur toute la population est réalisée tous les cinq ans, les populations de référence des années intermédiaires étant quant à elles estimées par interpolation ou extrapolation. Pour la commune, le premier recensement exhaustif entrant dans le cadre du nouveau dispositif a été réalisé en 2008.

En 2022, la commune comptait 1 394 habitants, en évolution de +2,27 % par rapport à 2016 (Pas-de-Calais : −0,72 %, France hors Mayotte : +2,11 %).
| 1793 | 1800 | 1806 | 1821 | 1831 | 1836 | 1841 | 1846 | 1851 |
| ---- | ---- | ---- | ---- | ---- | ---- | ---- | ---- | ---- |
| 398  | 553  | 500  | 540  | 605  | 591  | 650  | 674  | 658  |

| 1856 | 1861 | 1866 | 1872 | 1876 | 1881 | 1886 | 1891 | 1896 |
| ---- | ---- | ---- | ---- | ---- | ---- | ---- | ---- | ---- |
| 698  | 725  | 771  | 783  | 754  | 771  | 771  | 850  | 791  |

| 1901 | 1906 | 1911 | 1921 | 1926 | 1931 | 1936 | 1946 | 1954 |
| ---- | ---- | ---- | ---- | ---- | ---- | ---- | ---- | ---- |
| 764  | 804  | 777  | 530  | 638  | 659  | 640  | 640  | 690  |

| 1962 | 1968 | 1975 | 1982  | 1990  | 1999  | 2006  | 2008  | 2013  |
| ---- | ---- | ---- | ----- | ----- | ----- | ----- | ----- | ----- |
| 675  | 692  | 873  | 1 208 | 1 321 | 1 258 | 1 222 | 1 212 | 1 340 |

| 2018  | 2022  | - | - | - | - | - | - | - |
| ----- | ----- | - | - | - | - | - | - | - |
| 1 373 | 1 394 | - | - | - | - | - | - | - |

#### Pyramide des âges
En 2018, le taux de personnes d'un âge inférieur à 30 ans s'élève à 32,9 %, soit en dessous de la moyenne départementale (36,7 %). À l'inverse, le taux de personnes d'âge supérieur à 60 ans est de 28,7 % la même année, alors qu'il est de 24,9 % au niveau départemental.
En 2018, la commune comptait 682 hommes pour 691 femmes, soit un taux de 50,33 % de femmes, légèrement inférieur au taux départemental (51,50 %).
Les pyramides des âges de la commune et du département s'établissent comme suit.
| Hommes | Classe d’âge | Femmes |
| ------ | ------------ | ------ |
| 0,1    | 90 ou +      | 0,9    |
| 5,0    | 75-89 ans    | 7,5    |
| 21,0   | 60-74 ans    | 22,9   |
| 18,5   | 45-59 ans    | 17,4   |
| 19,9   | 30-44 ans    | 21,1   |
| 12,8   | 15-29 ans    | 12,2   |
| 22,7   | 0-14 ans     | 18,1   |

| Hommes | Classe d’âge | Femmes |
| ------ | ------------ | ------ |
| 0,5    | 90 ou +      | 1,6    |
| 5,6    | 75-89 ans    | 8,9    |
| 16,7   | 60-74 ans    | 18,1   |
| 20,2   | 45-59 ans    | 19,2   |
| 18,9   | 30-44 ans    | 18,1   |
| 18,2   | 15-29 ans    | 16,2   |
| 19,9   | 0-14 ans     | 17,9   |

## Culture locale et patrimoine

### Lieux et monuments
- L'église Saint-Georges reconstruite après la Première Guerre mondiale[36]. Elle héberge sept éléments patrimoniaux, répertoriés dans la base Palissy, classés ou inscrits au titre d'objet des monuments historiques, dont un est classé[37].
- Le monument aux morts[38].
- La stèle des déportés, située en face de la mairie[39].
- La stèle du 19 mars 1962, marquant la fin de la guerre d'Algérie, située face à la place[39].

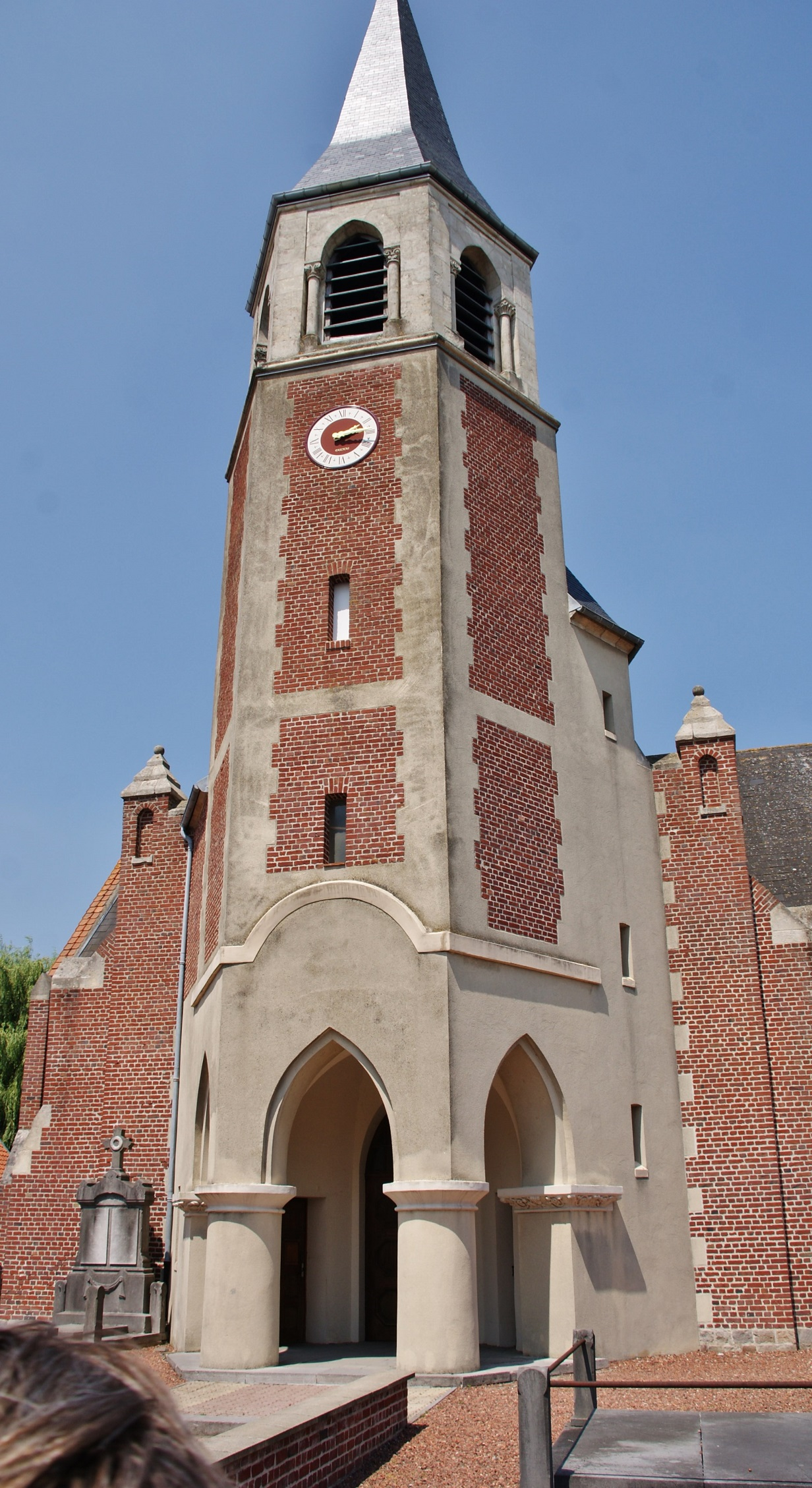
L'église.
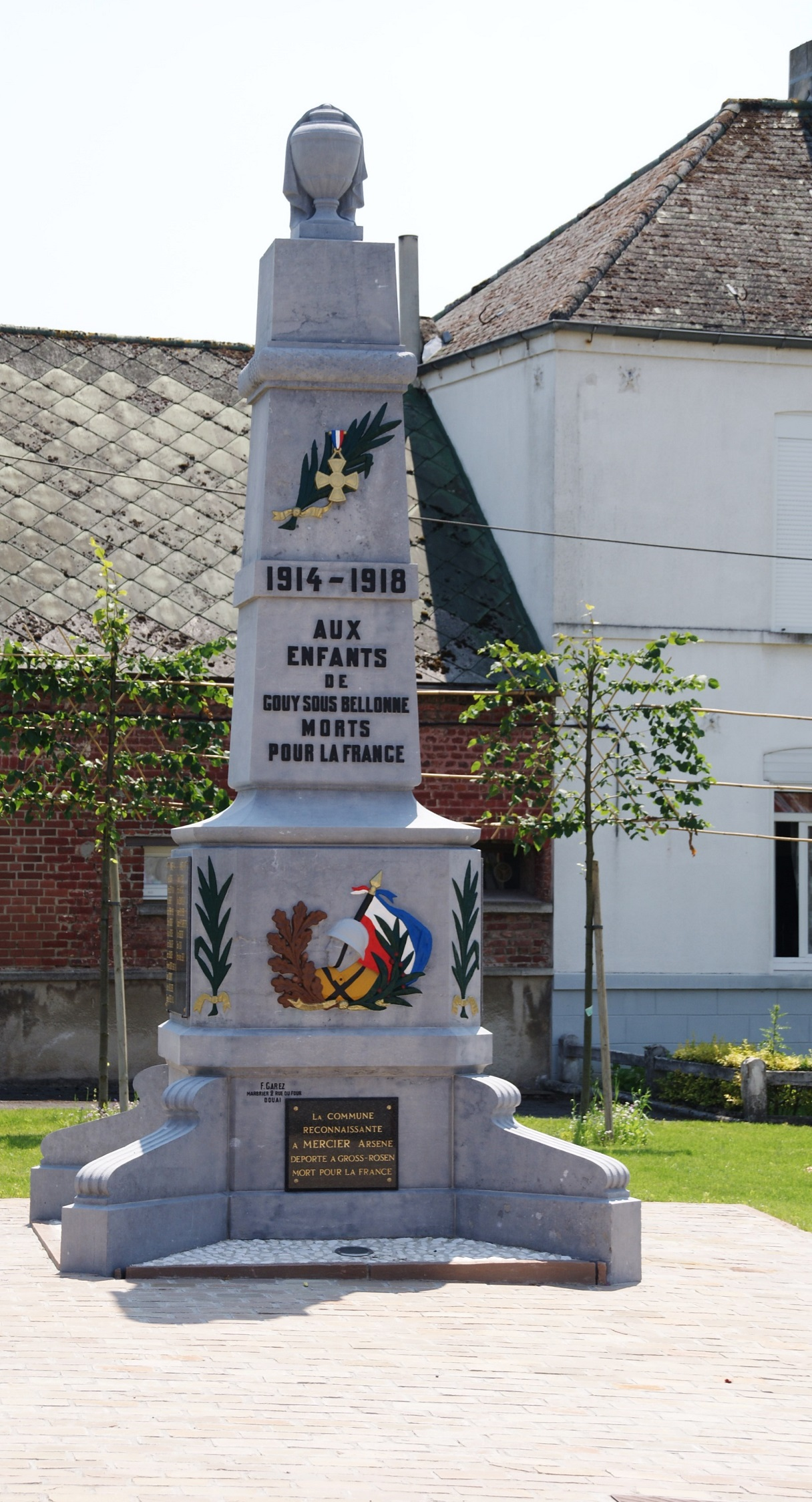
Le monument aux morts.

### Héraldique
| Blason de Gouy-sous-Bellonne | Blason  | D'or à l'escarboucle de sable chargée en cœur d'un rubis de gueules ; au chef d'azur chargé de trois gerbes de blé d'or. Ornements extérieursCroix de guerre 1914-1918 |
| Blason de Gouy-sous-Bellonne | Détails | Adopté par la municipalité le 4 décembre 1980. |

## Pour approfondir